# Sokkedukke
En sokkedukke er en hånddukke lavet af en sok. Den traditionelle sokkedukke er bestående af en sok med to påsyede knapper som øjne. De ses ofte i samspil med andre sokkedukker eller i regulære sokkedukke-shows som afløser for de mere stilrene marionetdukker. Selve fremstillingsprocessen er ofte brugt som en kreativ aktivitet i fx børnehaver.

## Fremstilling
Sokkedukker kan laves af sokker, strømper eller sågar nylonstrømer af alle farver. Genbrugssokker kan benyttes, men vil ofte være for slidte, og derfor hurtigt gå i stykker under den fysiske aktivitet, hvorfor fremstillingssokken derfor typisk er ny fra butikken. Forskellige tilføjelser til sokkedukken kan limes fast for at give sokken personlighed, og udover dens obligatoriske øjne, er variationer med en påsyet mund og pålimet hår af garn ofte set. En mindre udbredt tilføjelse kan bestå i at give sokken tøj på.

## Psykologisk redskab
Sokkedukker fremstår typisk som et venligt, ikke-truende væsen og er derfor et yndet værktøj blandt terapeuter der beskæftiger sig med børn. Psykologisk vil en sokkedukke ofte have en anden personlighed end sokkedukke-styreren, hvorfor vedkommende der udtrykker sig gennem denne, ofte vil føle sig mere fri til at afsløre sin frygt, tanker og andre facetter der typisk ville blive vurderet som upassende eller skadelige, hvis de ikke siges gennem sokkedukken.

## Internet
Udtrykket sokkedukke kan i sammenhæng med ovenstående også bruges om den fremgangsmåde, hvor en debatdeltager, blogskriver, wikipedianer osv. prøver at sløre sin identitet ved at signere med et brugernavn, vedkommende normalt ikke bruger.